# الإخوة ماركس

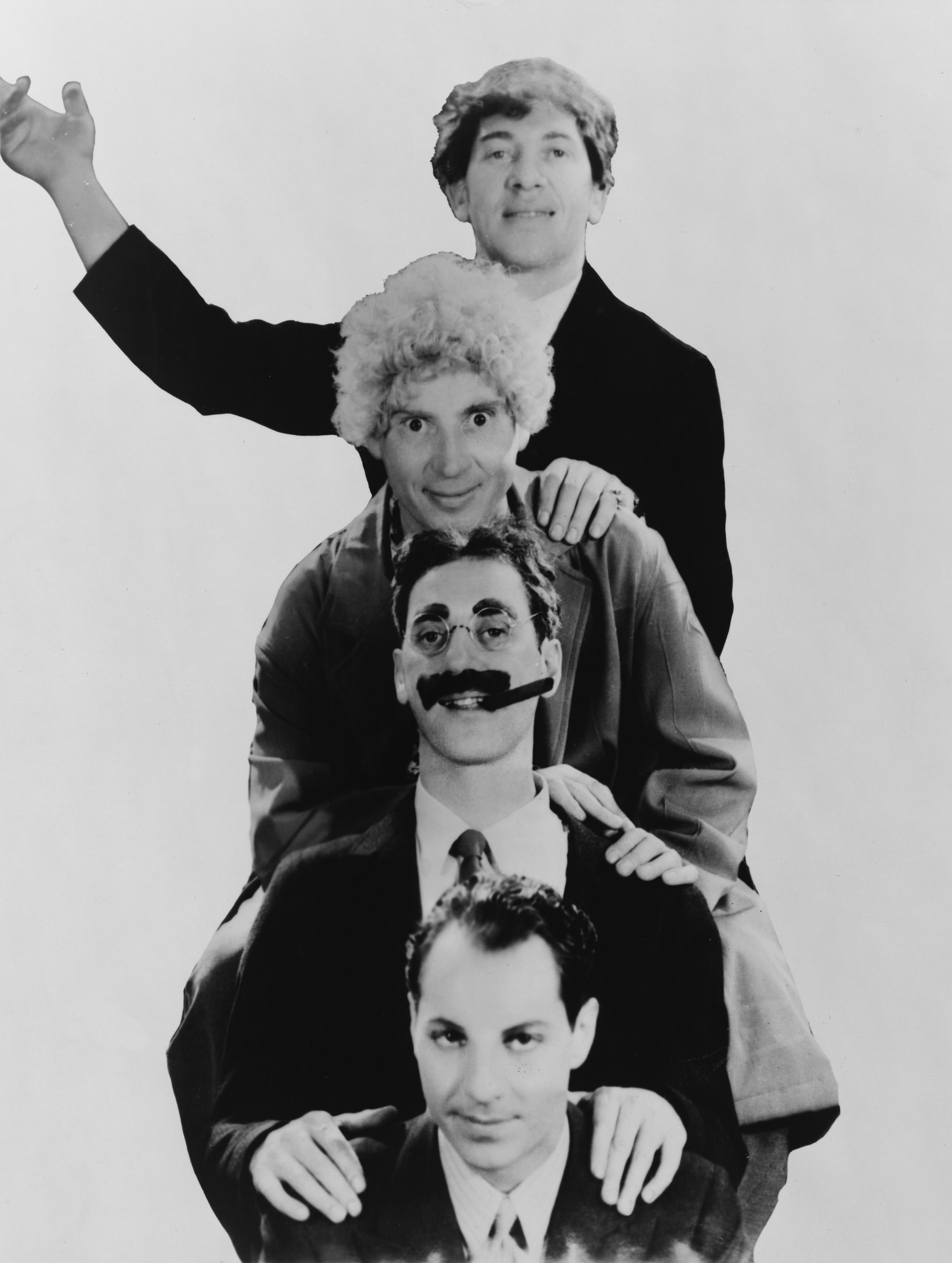
الإخوة ماركس

الإخوة ماركس (بالإنجليزية: Marx Brothers)‏ (ولدوا في مدينة نيويورك) عائلة سينمائية كوميدية أمريكية اشتهرت في الثلاثينيات، من أبرز أعمالها «حساء البط» و«ليلة في الأوبرا». تألف فريق التمثيل من جوليوس (عرف بلقب غروتشو)، وآرثر (هاربو)، وليونارد (تشيكو). ظهر في بعض الأفلام أيضاً أخ رابع وهو هربرت (زبو)، وخامس لم يظهر في أي فيلم وهو ميلتون (غمو)، كلاهما توقفا في عام 1935. لاحقا أصبح لغروتشو ماركس سيرة ناجحة في مجال التلفزيون بالإضافة إلى كونه مضيف ليلي في النوادي.
بدأ الفريق في التمثيل في الفودفيل، ثم في مسرح برودواي، مع عملي «جوزات الهند» و«مجانين الحيوانات»، كلاهما تحولا لاحقا إلى فيلمين في عامي 1929 و1930 على التوالي. أصدروا بعد ذلك عدة أفلام منها: «عمل القردة» (1931)، و«ريش الخيل» (1932)، و«حساء البط» (1933)، و«ليلة في الأوبرا» (1935).

## وصلات خارجية
- الإخوة ماركس على موقع IMDb (الإنجليزية)
- الإخوة ماركس على موقع الموسوعة البريطانية (الإنجليزية)
- الإخوة ماركس على موقع ميوزك برينز (الإنجليزية)
- الإخوة ماركس على موقع قاعدة بيانات برودواي على الإنترنت (الإنجليزية)
- الإخوة ماركس على موقع ديسكوغز (الإنجليزية)
- www.marx-brothers.org
- List of Radio Appearances by the Marx Brothers
- Marxology
- The Marx Brothers Museum
- Marx Brothers Night at the Opera Treasury
- Marx Brothers tribute page